# ارباب حلقه‌ها: جنگ روهیریم
ارباب حلقه‌ها: جنگ روهیریم (انگلیسی: The Lord of the Rings: The War of the Rohirrim) یک فیلم فانتزی انیمه‌ای محصول ۲۰۲۴ به کارگردانی کنجی کامیاما است که بر اساس فیلمنامه‌ای از جفری آدیس و ویل متیوز و فیبی گیتینز و آرتی پاپاجورجیو، و شخصیت‌های خلق‌شده توسط جی. آر. آر. تالکین ساخته شده است. این فیلم توسط نیو لاین سینما، برادران وارنر انیمیشن، دامین انترتینمنت و سولا انترتینمنت با همکاری وینگ‌نات فیلمز تولید شده است. صداپیشگان آن برایان کاکس، گایا وایز، لوک پاسکالینو و میراندا اتو هستند. جنگ روهیریم ۱۸۳ سال قبل از سه‌گانه سینمایی ارباب حلقه‌های پیتر جکسون اتفاق می‌افتد و داستان هلم پُتک‌مُشت (با بازیِ کاکس)، پادشاه افسانه‌ای روهان، و خانواده‌اش را روایت می‌کند که از پادشاهی خود در برابر ارتش دانلندینگ‌ها دفاع می‌کنند.
ساختِ این فیلم در ژوئن ۲۰۲۱ اعلام شد و روند تولید آن تسریع شد تا نیو لاین سینما حق ساخت فیلم از رمان‌های تالکین را از دست ندهد. در آن زمان، کامیاما به همراه فیلیپا بوینس (تهیه‌کننده‌ای که در نوشتن سه‌گانه جکسون همکاری داشت) و نویسندگان ادیس و متیوز، در این پروژه حضور داشتند. گیتینز و پاپاجورجیو فیلمنامه را بازنویسی کردند که با جزئیات موجود در ضمیمه‌های رمان «بازگشت پادشاه» تالکین در مورد تاریخ حاکمان روهان سازگار باشد. آن‌ها تصمیم گرفتند داستان را بر دختر هلم (که در فیلم «هرا» نامیده می‌شود) متمرکز کنند؛ دختری که در کتاب نامی از او بُرده نشده است. سولا انترتینمنت انیمیشن دوبعدی را به شکلِ سنتی (سل انیمیشن) ارائه کرد و از لحاظ بصری از فیلم‌های جکسون الهام گرفت. صداپیشگان اصلی در ژوئن ۲۰۲۲ معرفی شدند، از جمله وایز در نقش هرا و اتو که نقش خود را در نقش ائووین از سه‌گانه سینمایی تکرار کرد. جکسون و فرن والش، نویسنده همکار سه‌گانه او، تا ژوئن ۲۰۲۴ به عنوان مدیر اجرایی تولید معرفی شدند.
ارباب حلقه‌ها: جنگ روهیریم در ۱۳ دسامبر ۲۰۲۴ توسط برادران وارنر پیکچرز در سینماهای ایالات متحده اکران شد. منتقدان نقدهای متفاوتی به این فیلم دادند.

## داستان
جنگ روهیریم ۱۸۳ سال پیش از وقایع سه‌گانه سینمایی ارباب حلقه‌ها به کارگردانی پیتر جکسون را روایت می‌کند و داستان هلم پُتک‌مُشت، پادشاه افسانه‌ای روهان، و خانواده‌اش را به تصویر می‌کشد که چگونه در برابر یورش ارتش دانلندینگها از سرزمین خود دفاع می‌کنند. هلمز دیپ، قلعه‌ای که بعدها شاهد نبردی حماسی در سه‌گانه ارباب حلقه‌ها بود، به نام همین پادشاه نامگذاری شده است.

## صداپیشگان
- برایان کاکس در نقش هلم پُتک‌مُشت: پادشاه تندخوی روهان که می‌کوشد از مردمش محافظت کند.[۵][۶] کنجی کامیاما، کارگردانِ اثر، مجذوب داستان پایان یافتن نسل هلم شده است و آن را عبرتی دربارهٔ مسئولیت و قدرت می‌داند.[۷]
- گایا وایز در نقش هرا: دخترِ پسرخوی هلم که به دفاع از مردم خود کمک می‌کند. به گفتهٔ وایز، هرا بیش از آنکه به ائووین و آرون، قهرمانان زن سه‌گانه سینمایی ارباب حلقه‌ها، شبیه باشد، به شخصیت‌های زن انیمیشن‌های هایائو میازاکی، مانند نائوشیکا در انیمهٔ نائوشیکا از دره باد (۱۹۸۴)، شباهت دارد. در حالی که شخصیت‌های زن در ارباب حلقه‌ها «زنانی کاملاً جااُفتاده» هستند، هِرا دختری سرکش و پیچیده است.[۸]
- لوک پاسکالینو در نقش ولف: رهبر بی‌رحم دانلندینگها که به دنبال انتقام گرفتن از روهان به خاطر مرگ پدرش است. ولف، برخلاف شخصیت‌های شرور قبلی این مجموعه، نه جادوگری شیطانی است و نه ارباب تاریکی، بلکه تنها یک انسان است. فیلیپا بوینس، تهیه‌کننده، بر این باور است که همین ویژگی، ولف را به شخصیتی جذاب‌تر و خطرناک‌تر تبدیل می‌کند. به گفته او، این شخصیت بی‌شباهت به بحران‌هایی که امروزه با آن‌ها مواجه هستیم، نیست.[۹]
- میراندا اتو در نقش ائووین: یک جنگجوی زن اهل روهان که راوی داستان فیلم است.
- لارنس ابونگ ویلیامز در نقش فرآلاف هیلدِسون: برادرزاده هلم و وارث تاج و تخت روهان.
- شان دولی در نقش فرِکا: پدر ولف، اربابی دانلندینگی با خون روهیریمی که سعی در تصاحب تاج و تخت دارد.
- کریستوفر لی در نقش سارومان: در این فیلم از صدای آرشیوی او استفاده شده است.[۱۰]

لورین اشبورن، یزدان غفوری، بنجامین واینرایت، مایکل وایلدمن، جود آکوودیکه، بلال‌علی حسنا و جانین دوویتسکی در نقش‌های نامشخص ایفای نقش می‌کنند. شخصیت سارومان نیز در فیلم حضور دارد.

## مراحل ساخت

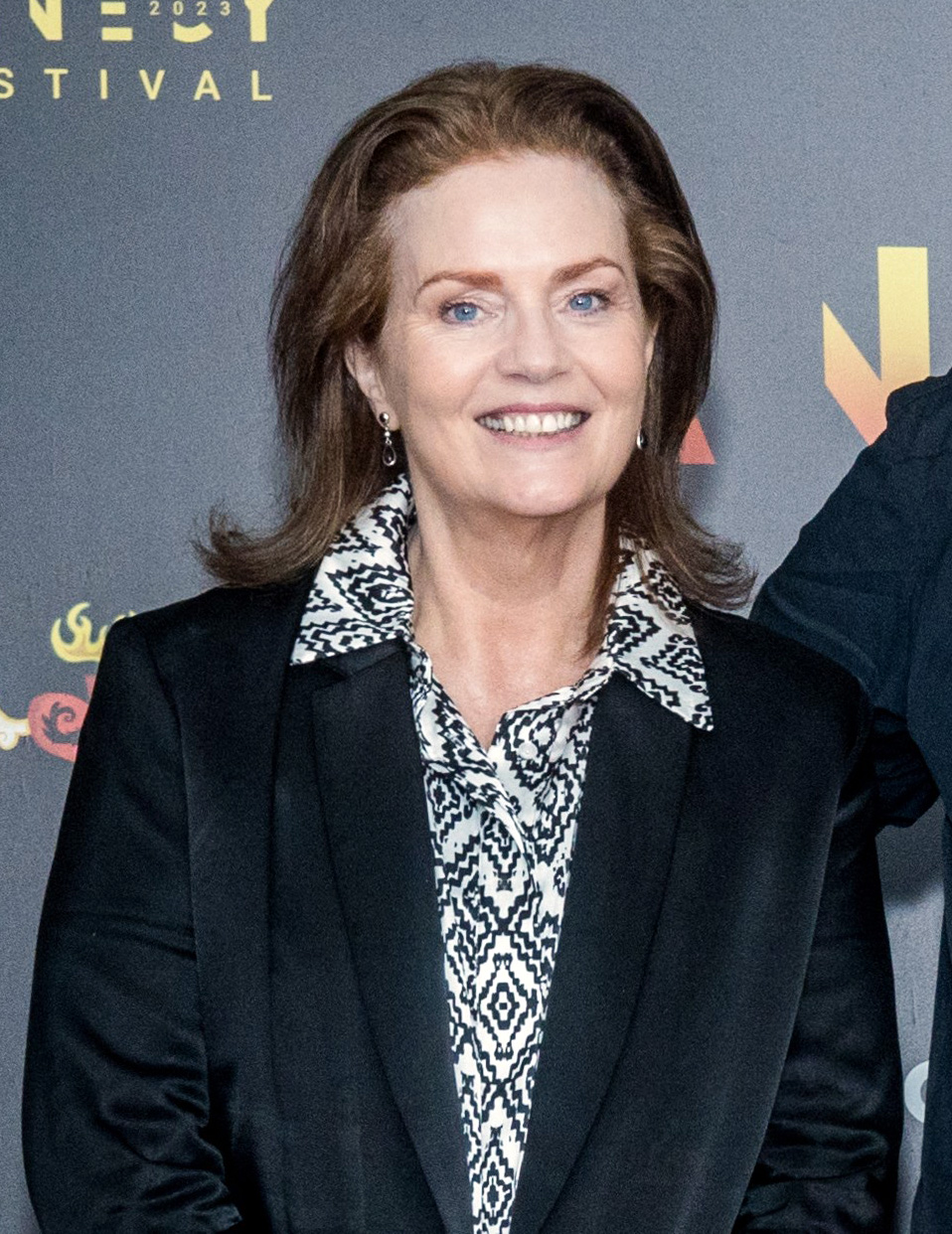
فیلیپا بوینس، یکی از تهیه‌کنندگان انیمه که پیش‌تر در نوشتن سه‌گانه سینمایی ارباب حلقه‌ها همکاری داشت، در جشنواره فیلم انسی در ژوئن ۲۰۲۳ که در آن به تبلیغ فیلم پرداخت.

### ایده‌پردازی و انتخاب مجریان طرح
در ژوئن ۲۰۲۱، همزمان با جشن‌های بیستمین سالگرد آغاز سه‌گانه سینمایی «ارباب حلقه‌ها» به کارگردانی پیتر جکسون، نیو لاین سینمانیو اعلام کرد که ساخت یک انیمه به عنوان پیش‌درآمدی بر سه‌گانه را با همکاری برادران وارنر انیمیشن با سرعت بسیار دنبال می‌کند. نیو لاین سینما با این اقدام قصد داشت جلوی از دست دادن حق ساخت فیلم رمان‌های «ارباب حلقه‌ها» و «هابیت» نوشته جی.آر.آر. تالکین را بگیرد. کارگردانی این فیلم جدید با عنوان ارباب حلقه‌ها: جنگ روهیریم بر عهده کنجی کامیاما و تهیه‌کنندگی آن بر عهده جوزف چو بود که هر دو پیش از این در ساخت مجموعه تلویزیونی انیمه «بلید رانر: نیلوفر سیاه» (۲۰۲۱–۲۰۲۲) برای برادران وارنر همکاری داشته‌اند. این فیلم در همان جهان سه‌گانه سینمایی ارباب حلقه‌ها می‌گذرد و فیلیپا بوینس که یکی از نویسندگان سه‌گانه بود، به عنوان مشاور و تهیه‌کننده به این پروژه بازگشت. به گفته او، ایده ساخت انیمیشن از دنیای ارباب حلقه‌ها از سال‌ها پیش مطرح بوده و سرانجام به ساخت این انیمه منجر شده است. جیسون دی‌مارکو، از مدیران ارشد بخش برادران وارنر انیمیشن، نیز در تولید این فیلم نقش داشته است. اگرچه پیتر جکسون و فران والش، دو نویسنده دیگر سه‌گانه سینمایی ارباب حلقه‌ها، به‌طور رسمی در این پروژه مشارکتی نداشتند، اما بوینس در طول ساخت فیلم از آن‌ها مشورت می‌گرفته است. در نهایت نیز نام آن‌ها به عنوان مدیر اجرایی تولید در ژوئن ۲۰۲۴ به لیست عوامل فیلم اضافه شد. از دیگر مدیران اجرایی تولید می‌توان به سم رجیستر، کارولین بلک‌وود و توبی امریک اشاره کرد.

### نوشتن فیلم‌نامه
ایده‌های مختلفی برای اولین انیمیشن اقتباسی از رمان‌های تالکین مطرح شد، اما بوینس اصرار داشت که داستان در مورد روهان باشد. او معتقد بود که فرهنگِ روهان هم برای انیمیشن‌سازی مناسب‌تر است و هم برای بینندگان فیلم‌های جکسون آشنا و جذاب خواهد بود. داستان جنگ روهیریم ۱۸۳ سال قبل از فیلم‌های جکسون اتفاق می‌افتد و به زندگی هلم پُتک‌مُشت، یکی از پادشاهان روهان، می‌پردازد. تالکین در ضمیمه‌های «ارباب حلقه‌ها»، به‌خصوص در بخش «خاندان ائورل» در ضمیمه A که تاریخ حاکمان روهان را شرح می‌دهد، به داستان او اشاره می‌کند. دلیل انتخاب این داستان توسط تهیه‌کنندگان این بود که در این دوره زمانی خبری از سائورون و حلقه یگانه نیست و شدت نبردها و نحوه گسترش آن برای اقتباس سینمایی مناسب به نظر می‌رسید. به گفته بوینس، این داستان فرصتی برای روایت یک تراژدی دربارهٔ «ویرانی‌های جنگ» و بررسی مفاهیمی چون شرافت، انتقام، خانواده و سرسختی فراهم می‌کرد.
جفری آدیس و ویل متیوز برای نوشتن فیلمنامه اولیه استخدام شدند. در دوران قرنطینه‌های ناشی از دنیاگیری کووید-۱۹، بوینس از دخترش فیبی گیتینز و همکار نویسنده‌اش، آرتی پاپاجورجیو، خواست تا فیلم‌نامه را بازنویسی کنند. بوینس آن‌ها را «نسل بعدِ فیلم‌نامه‌نویسی» نامید و معتقد بود که حضور نویسندگان جوان در این مجموعه مهم است. این دو که در آن زمان روی پروژه دیگری کار می‌کردند، به دلیل احترام و جایگاهِ والایی که برای کتاب و فیلم‌های قبلی قائل بودند، در پیوستن به این انیمه مردّد بودند. اما با دیدن اسامی عوامل فیلم، از جمله بسیاری از کسانی که در فیلم‌های جکسون کار کرده بودند، متقاعد شدند. این موضوع به آن‌ها اجازه داد تا بر داستان‌سرایی و نزدیک کردن محتوا به سبک انیمه، سینمای ژاپن و به‌طور کلی انیمیشن تمرکز کنند.  کامیاما نکات مهمی داشت که می‌خواست در فیلمنامه گنجانده شود، مانند چگونگی محاصره یک دژ، که با فیلمنامه اولیه همخوانی نداشت.
او با گیتینز و پاپاجورجیو همکاری کرد تا به جای تمرکز بر نبردهای بزرگ، بر جنبه‌های تاریک‌تر، خفقان‌آورتر و وحشتناک‌تر جنگ تأکید کنند. اینکه دانلندینگ‌ها بر اساس کینه‌های تاریخی به روهان حمله می‌کنند، برای کارگردان بسیار جذاب بود.
وجود مومکیل‌ها (موجوداتی غول‌پیکر شبیه به فیل) در طرح‌های مفهومی فیلم، نگرانی برخی از طرفداران را برانگیخت. آن‌ها تصور می‌کردند که فیلم در حال وارد کردن ارتش هاراد به داستان است، در حالی که تالکین در این بخش به آن‌ها اشاره‌ای نکرده است. بوینس تأیید کرد که ضمیمه‌ها به صراحت از نیروهای هاراد نام نمی‌برند، اما با توجه به اینکه تالکین از دشمنان گاندور که به یاری دانلندینگ‌ها می‌آیند یاد می‌کند و در جای دیگر از ضمیمه‌ها، هاراد را به عنوان یکی از دشمنان گاندور در آن دوره معرفی می‌کند، می‌توان حضور آن‌ها را در این نبرد استنباط کرد. نویسندگان همچنین با توجه به توصیف تالکین از فرِکا، رهبر دانلندینگ‌ها، که فردی ثروتمند معرفی شده است،  نتیجه گرفتند که او توانایی استخدام مزدورانی از هاراد و دزدان دریایی اومبار (دشمنان دیگر گاندور) را داشته است.
در ادامه نگارش فیلمنامه، نویسندگان تصمیم گرفتند که از یک راوی برای روایت داستان استفاده کنند. آن‌ها ائووین، شخصیت آشنای «ارباب حلقه‌ها»، را برای این کار  انتخاب کردند. به گفته بوینس، حضور یک صدای آشنا در فیلم به نویسندگان کمک کرده است. او معتقد است که این روایت، اطلاعات زمینه را برای آن‌دسته از طرفداران فیلم‌های قبلی که با تاریخ گسترده‌تر سرزمین میانه آشنایی ندارند، فراهم می‌کند و همچنین بیان داستان به صورت روایت شفاهی با توجه به اینکه فیلمنامه بر اساس قطعات و اشاره‌های موجود در کتاب نوشته شده است، مناسب به نظر می‌رسد.
تالکین دربارهٔ مرگ هلم و پسرانش، هالِت و هاما، توضیحاتی داده است، اما سرنوشت دختر بی‌نام او نامشخص است. تهیه‌کنندگان تصمیم گرفتند نقش او را پررنگ‌تر کرده و او را به شخصیت اصلی فیلم تبدیل کنند.
اولین نام پیشنهادی برای این شخصیت با حرف "H" شروع نمی‌شد، اما بوینس معتقد بود که مانند هلم، هالِت و هاما باید نام او نیز با این حرف شروع شود. او از والش در این مورد کمک خواست و والش پیشنهاد داد که او را «هرا» به یاد هرا هیلمار، بازیگر ایسلندی فیلم «موتورهای مرگبار» (۲۰۱۸) که سابقاً ساخته بودند، نامگذاری کنند. در «جنگ روهیریم»، این نام بر اساس انگلیسی قدیم «Hèra» نوشته می‌شود و هیچ ارتباطی با الههٔ هرا در اساطیر یونان ندارد.
نویسندگان نمی‌خواستند که شخصیت‌پردازی او را به‌طور  کامل از خودشان ابداع کنند؛ لذا کامیاما پیشنهاد داد که از اتلفلد، یکی از زنان فرمانروا در تاریخ، الهام بگیرند، زیرا او نقشی مشابه هرا داشته و تالکین خود از چنین شخصیت‌های تاریخی الهام گرفته بود. اگرچه این شخصیت می‌تواند مانند مردان روهان بجنگد و اسب‌سواری کند، اما نویسندگان علاقه‌ای به به تصویر کشیدن او به عنوان یک «پرنسس جنگجو» که به نظرشان به کلیشه‌ای تکراری تبدیل شده بود، نداشتند. در عوض، آن‌ها مسیر شخصیت او را بر  انتخاب‌هایی که انجام می‌دهد و  انتخاب‌هایی که دیگران انجام می‌دهند و بر زندگی او تأثیر می‌گذارند، متمرکز کردند. آن‌ها همچنین از دیگر شخصیت‌های زن تالکین، از جمله ائووین، الهام گرفتند.
شخصیت دیگری که به‌طور ویژه برای حضور در این انیمه گسترش یافت، فرآلاف هیلدِسون، برادرزاده هلم است که در نهایت وارث تاج و تخت می‌شود. فقط مادر فرآلاف شناخته شده است و این احتمال را ایجاد می‌کند که پدر او روهیریمی نباشد و در عوض از سرزمینی همسایه باشد. بوینس احساس کرد که رفتن به این سمت باعث می‌شود رسیدن فرآلاف به تاج و تخت برای مخاطبان بعید به نظر برسد و به تمایز او از شخصیت ائومیر در «ارباب حلقه‌ها» که داستانی مشابه دارد، کمک کند.

### انتخاب صداپیشگان
انتخاب دست‌اندرکاران این فیلم از زمان اعلام ساخت آن در ژوئن ۲۰۲۱ آغاز شد و قرار بود اطلاعات مربوط به صداپیشگان در فوریه ۲۰۲۲ منتشر شود. در ژوئن همان سال اعلام شد که برایان کاکس صداپیشه هلم، گایا وایز صداپیشه هرا و میراندا اتو در نقش ائووینِ فیلم‌های جکسون به این پروژه بازگشته است. کاکس پیش از این در دوبله انگلیسی انیمیشن «نیلوفر سیاه» حضور داشت و بوینس با توجه به بازی او در نمایش تیتوس آندرونیکوس اثر ویلیام شکسپیر در سال ۱۹۸۷، او را برای صداپیشگی هلم مناسب می‌دانست. او همچنین صداپیشگی وایز را به خاطر شور و هیجانی که به شخصیت هرا بخشیده بود، بدون اینکه او را لوس و بی‌ادب جلوه دهد، ستایش کرده است.
همچنین در ژوئن ۲۰۲۲ اعلام شد که لوک پاسکوالینو صداپیشه ولف (رهبر دانلندینگ‌ها)، لارنس ابونگ ویلیامز صداپیشه فرآلاف هیلدِسون، شان دولی صداپیشه فرِکا (پدر ولف) و لورین اشبورن، یزدان غفوری، بنجامین واینرایت، مایکل وایلدمن، جود آکوودیکه، بلال‌علی حسنا و جنین دوویتسکی در نقش‌های نامشخص در فیلم حضور دارند.

### ساخت انیمیشن و طراحی

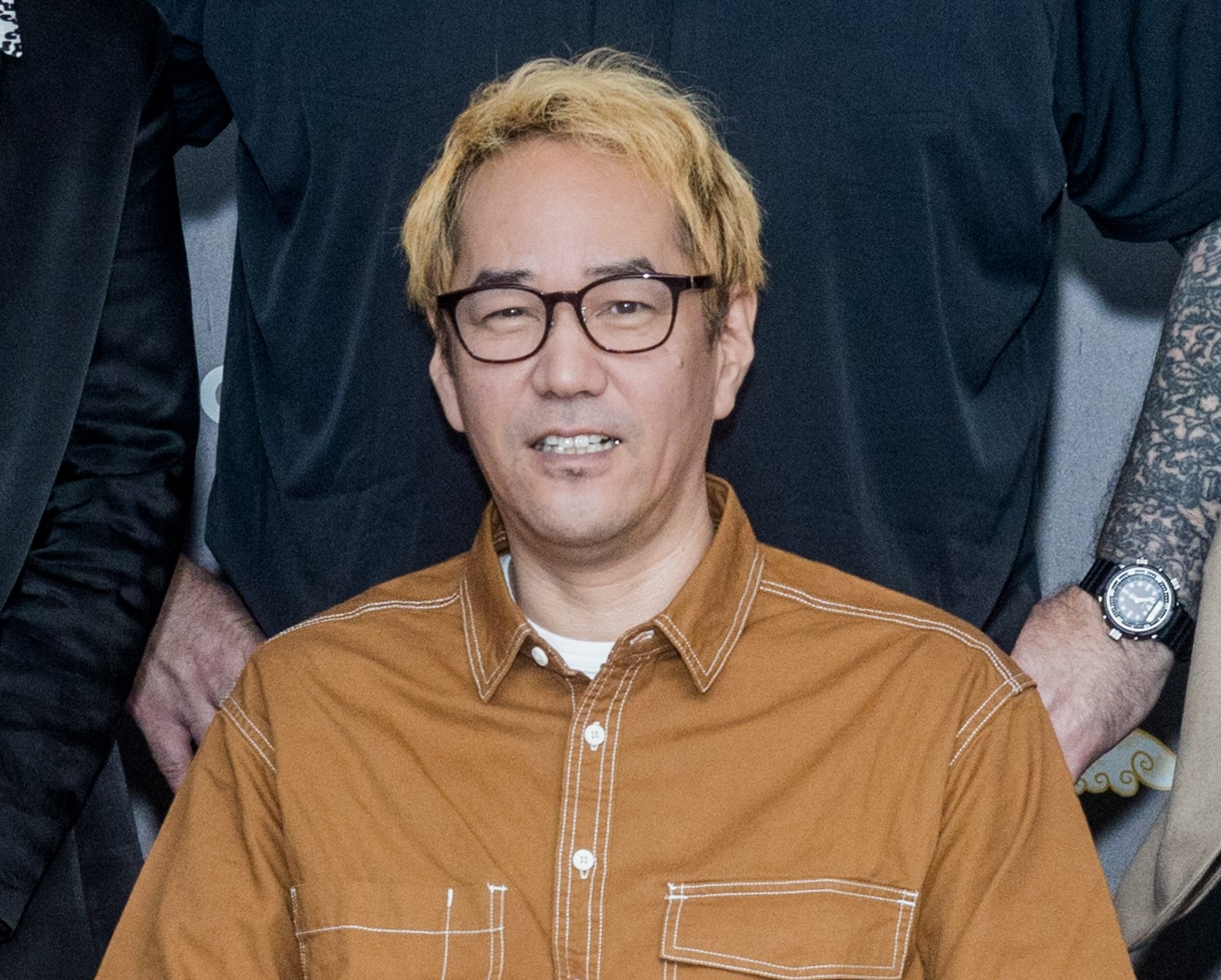
کنجی کامیاما، کارگردان، در جشنواره فیلم انسی در ژوئن ۲۰۲۳ که در آن به تبلیغ فیلم پرداخت.

ریچارد تیلر، مدیر خلاق شرکت جلوه‌های ویژه وتا ورکشاپ، و آلن لی و جان هاو، تصویرگران مشهور، که پیش از این در سه‌گانه سینمایی جکسون حضور داشتند، به جنگ روهیریم بازگشتند. گفته می‌شود که سبک بصری فیلم از فیلم‌های جکسون و نه انیمیشن‌های قبلی «ارباب حلقه‌ها» ساخته رالف بکشی و شرکت رنکین/باس الهام گرفته شده است. با این حال، تهیه‌کنندگان نمی‌خواستند تنها یک نسخه انیمیشنی از سبک جکسون بسازند و به جای آن از انیمه و به ویژه سبک  کامیاما بهره بردند. بوینس گفت که آن‌ها همچنین از آثار آکیرا کوروساوا و هایائو میازاکی، به خصوص دقت آن‌ها در جزئیات، الهام گرفته‌اند.
کامیاما می‌خواست شخصیت‌ها و مکان‌ها تا حد ممکن واقع‌گرایانه طراحی شوند و در عین حال به عنوان انیمه قابل پذیرش باشند. از جمله مکان‌هایی که پیش از این در فیلم‌های لایو اکشن دیده شده بود و در این انیمیشن نیز حضور دارند می‌توان به ادوراس (پایتخت روهان)، قلعه هورنبرگ (که به هلمز دیپ معروف می‌شود) و قلعه آیزنگارد اشاره کرد. از مدل‌های قدیمی آرشیو وتا به عنوان الهام بخش برای طراحی برخی از مکان‌ها استفاده شد.
سولا  انترتینمنت  کار بر روی انیمیشن فیلم را از زمان اعلام ساخت آن در ژوئن ۲۰۲۱ آغاز کرد. آن‌ها برای ساخت سل انیمیشن فیلم از یک روش منحصربه‌فرد استفاده کردند. بازیگران هر صحنه از فیلم را با استفاده از موشن کپچر اجرا کردند که سپس در موتور بازیِ بلادرنگ آنریل انجین به پویانمایی رایانه‌ای سه‌بُعدی تبدیل شد. از این محیط سه‌بعدی برای تعیین زوایای دوربین و حرکات آن استفاده شد و در نهایت به انیمیشن دوبعدی  منتقل شد.  کامیاما نمی‌خواست از روتوسکپی برای ترسیم صحنه‌های سه‌بعدی استفاده کند. در عوض، او از انیماتورها خواست که هنگام طراحی انیمیشن دوبعدی از نسخه سه‌بعدی به عنوان مرجع استفاده کنند. این روش باعث می‌شد که حرکات در انیمیشن روان‌تر باشند و در عین حال حس انیمیشن دست‌ساز حفظ شود. یکی از بزرگ‌ترین چالش‌ها برای تیم انیمیشن تعداد زیاد اسب‌ها در فیلم بود. اسب‌ها نقش مهمی در فرهنگ روهان دارند و انیمیشن‌سازی آن‌ها همیشه دشوار بوده است. در ژوئن ۲۰۲۴، مشخص شد که فیلم دو و نیم ساعت است، در حالی که در ابتدا قرار بود ۹۰ دقیقه باشد. بیش از ۶۰ شرکت برای تکمیل انیمیشن فیلم با یکدیگر همکاری کردند.

### موسیقی
در فوریه ۲۰۲۳ اعلام شد که استفن گالاگر آهنگسازی فیلم را بر عهده دارد. گالاگر تدوینگر موسیقی سه‌گانه هابیت به کارگردانی جکسون بود و از نزدیک با هاوارد شور همکاری می‌کرد. موسیقی او برای جنگ روهیریم در ادامه سبک هاوارد شور است و تم موسیقی هاوارد شور برای روهان از سه‌گانه ارباب حلقه‌ها را نیز شامل می‌شود. ضبط موسیقی متن با یک ارکستر در مارس ۲۰۲۴ در استودیوی انجل (Angel Recording Studios) انجام شد.

## بازاریابی
اولین تصاویر از طرح‌های مفهومی فیلم که سبک بصری آن و تأثیر فیلم‌های جکسون را نشان می‌داد، در فوریه ۲۰۲۲ منتشر شد. کامیاما، بوینس، چو و دی‌مارکو در ژوئن ۲۰۲۳ در جشنواره بین‌المللی فیلم انیمیشن انسی در مورد فیلم صحبت کردند و بخش‌هایی از انیمهٔ ناتمام را به نمایش گذاشتند. این بخش‌ها به دلیل ترکیب ویژگی‌های فیلم‌های جکسون و سبک انیمه با استقبال مخاطبان روبرو شد. جان هوپ‌ول از نشریهٔ ورایتی معتقد بود که این فیلم هم برای طرفداران فیلم‌های جکسون و هم برای طرفداران انیمه جذاب خواهد بود. او همچنین بر خشونت  بی‌رحمانه و خونین فیلم تأکید کرد. رافائل موتامایور در وبسایت «/Film» آن را یکی از مورد  انتظارترین انیمیشن‌های سال ۲۰۲۴ دانست.
سال بعد و در جشنواره فیلم انسی در ژوئن ۲۰۲۴، پیتر جکسون در یک پیام ویدئویی به معرفی این فیلم پرداخت. اندی سرکیس که در فیلم‌های لایو اکشن نقش گالوم را بازی می‌کند و اخیراً به عنوان کارگردان «ارباب حلقه‌ها: شکار گالوم» (۲۰۲۶) معرفی شده است، اداره‌کننده این نشست بود.  کامیاما، بوینس، چو و دی‌مارکو دربارهٔ پروژه صحبت کردند و ۲۰ دقیقه از ابتدای فیلم را نمایش دادند. موتامایور این بخش‌ها را «خیره‌کننده» خواند و آن را یک پیش‌درآمد «شایسته» برای فیلم‌های جکسون دانست. با این حال، او معتقد بود که ترکیب شخصیت‌های دوبعدی و پس‌زمینه‌های سه‌بعدی به اندازه انیمهٔ سریالی «حمله به تایتان» روان نیست. کامبول کمپبل از نشریهٔ «Animation Magazine» نیز همین نظر را داشت، اما آن را به ناتمام بودن انیمیشن نسبت داد. به گفته او برخی صحنه‌ها «بسیار زیبا و دقیق» بودند و صداپیشگی‌ها، به ویژه برایان کاکس، عالی بودند. در کنفرانس «کامیک-کان سن دیگو» در جولای ۲۰۲۴، چو و دی‌مارکو در نشست وب‌سایت طرفداران تالکین، یعنی TheOneRing.net، دربارهٔ فیلم صحبت کردند و بخش‌هایی از آن را نمایش دادند. آن‌ها همچنین برخی از اولین کالاهای رسمی فیلم را به شرکت‌کنندگان در نشست هدیه دادند.
اولین تریلر فیلم در اوت ۲۰۲۴ به صورت آنلاین  منتشر شد. این تریلر با تصاویری از فیلم‌های جکسون و موسیقی هاوارد شور برای روهان شروع می‌شود و سپس به داستان و تصاویر جنگ روهیریم می‌پردازد. جیمز ویتبروک از وبسایت Gizmodo معتقد بود که این تریلر به شدت به سه‌گانه جکسون وابسته است و این موضوع معنی‌دار است، اما او همچنین بقیه تریلر را «بسیار جذاب» دانست و گفت که سبکی جدید و جالب را به تصاویر آشنای فیلم‌های جکسون اضافه کرده است. مت پچز، نویسنده Polygon، تریلر را بسیار زیبا توصیف کرد و معتقد بود که فیلم از انیمیشن ارباب حلقه‌ها ساخته رالف باکشی در سال ۱۹۷۸ موفق‌تر خواهد بود. جردن کینگ در Empire تریلر را «فوق‌العاده» خواند و گفت که فیلم مطمئناً در حد  انتظارات ظاهر خواهد شد، در حالی که امی وست در GamesRadar+ آن را «به همان اندازه که تصور می‌کردید حماسی» دانست. در نسخه ژاپنی تریلر مشخص شد که شخصیت سارومان در فیلم حضور دارد.

## اکران
ارباب حلقه‌ها: جنگ روهیریم در تاریخ ۱۳ دسامبر ۲۰۲۴ (۲۲ آذر ۱۴۰۳) توسط برادران وارنر پیکچرز در سینماهای ایالات متحده اکران شد. پیش از این قرار بود این فیلم در ۱۲ آوریل (۲۳ فروردین) اکران شود، اما به دلیل تغییراتی که اعتصابات ۲۰۲۳ سگ-افترا در سال ۲۰۲۳ در برنامه اکران فیلم‌ها ایجاد کرد، تاریخ اکران آن به دسامبر ۲۰۲۴ موکول شد.

## بازخورد

### گیشه
در ایالات متحده و کانادا، ارباب حلقه‌ها: جنگ روهیریم در کریون شکارچی اکران شد و پیش‌بینی گردید که از ۳٫۵۰۰ سینما در آخر هفته اکران خود ۶–۷ میلیون دلار دلار فروش داشته باشد. این فیلم در پیش‌نمایش‌های پنجشنبه‌شب ۶۲۵٬۰۰۰ دلار به دست آورد.

### واکنش نقادانه
در پایگاه اینترنتی راتن تومیتوز، این فیلم توانسته است از مجموع ۸۲ منتقد ۵۲٪ درصد نقد مثبت دریافت کند. میانگین نمره این فیلم در این وب‌سایت ۵٫۸ از ۱۰ است. وب‌سایت متاکریتیک نیز که از میانگین وزنی برای محاسبه نمره استفاده می‌کند، به این فیلم بر اساس نظر ۳۰ منتقد نمره ۵۴ از ۱۰۰ را اختصاص داده که نشانگر بازبینی‌های «مختلط یا متوسط» است. تماشاگران شرکت‌کننده در نظرسنجی سینماسکور به فیلم نمره میانگین «B» از A+ تا F دادند.